# Lionel Cappone
Lionel Cappone (Marignane, 8 februari 1979) is een Frans voetbaldoelman die sinds 2011 voor de Franse eerstelasser Brest uitkomt. Eerder speelde hij onder andere voor Olympique Marseille, Besançon RC en FC Lorient.

## Carrière
- 1995-1999: Olympique Marseille
- 1999-2000: FC Bourg-Péronnas
- 2000-2004: Besançon RC
- 2004-2005: Dijon FCO
- 2005-2006: Angers SCO
- 2006-2011: FC Lorient
- 2011-heden: Brest